# Arctia atribasalis
Arctia atribasalis là một loài bướm đêm thuộc phân họ Arctiinae, họ Erebidae.